# Stör (Handwerk)
Die Stör ist ein Ausdruck für die Arbeit eines Handwerkers im Haus des Kunden. Handwerker, die dies taten, hießen Störgeher oder Störr, im Schwarzwald auch Störer. Bei längeren Arbeiten wohnten sie auch einige Tage im Dorf oder beim Auftraggeber. Der Begriff ist bis heute u. a. in Oberösterreich gebräuchlich, etwa für das Ausführen von Brot und Backwaren durch junge Bäcker. Die Störschneiderin ist auch heute noch bekannt im niederösterreichischen Waldviertel. Auch in der deutschsprachigen Schweiz kennt man noch heute Begriffe wie Störköchin und Störmetzger für Köchinnen bzw. Metzger, die am Wohnort des Kunden kochen bzw. schlachten.

## Wortherkunft
Das Wort Stör, manchmal (Entrundung wiedergebend) auch Ster geschrieben, ist erstmals in einer Schweizer Rechtsquelle des 15. Jahrhunderts bezeugt. Es ist wahrscheinlich ein Verbalsubstantiv zu stören, das auf zwei verschiedene Arten gedeutet wird:
- Das Deutsche Wörterbuch erklärt den Bedeutungszusammenhang als „‚störung der zunft‘; ein handwerker, der solche arbeit übernahm, verging sich gegen die handwerksordnung, er störte sie“.
- Das Schweizerische Idiotikon nimmt die alemannisch als Unterbedeutung von Stör ‚Störung‘ belegte Bedeutung ‚Zeitabschnitt, Weile; Tour, Mal‘ als Ausgangspunkt, womit die Bedeutung der Handwerkerstör (laut Idiotikon ‚während eines gewissen Zeitraums (bzw. bis zur Fertigstellung) erfolgende Arbeit eines Handwerkers ausser dem Haus‘; Bedeutung Stör III 2) von einer ursprünglichen Bedeutung „mit Unterbrechungen, nicht fortlaufend, sondern in einzelnen Abschnitten von beschränkter Dauer geleisteten Arbeit“ ausgeht.[5]

## Der wandernde Handwerker
Auf solche Wanderschaften begaben sich spezialisierte Schmiede wie Kupferschmiede (Kessel- und Pfannenschmiede), Schneider, Schuster, Zimmerer, Weißnäherinnen, Tischler, Fleischer, Kesselflicker, Messerschleifer, Maler, Brunngraber und Handwerker ähnlicher ambulant betriebener Gewerbe und minder angesehener Tätigkeiten, die ihr Handwerkszeug mit sich führen konnten.
Unangenehme Begleiterscheinung für die Handwerker war, dass sie oftmals nicht auf sofortige Bezahlung ihrer Dienste hoffen konnten, sondern nach der Erntezeit nochmals die Bauernhöfe aufsuchen mussten, um ihren ausstehenden Handwerkerlohn einzufordern: Erst dann hatten die Bauern Geld für die Handwerker-Leistungen. Allgemeiner Tag der Abrechnungen, auch mit dem Gesinde, war Mariä Lichtmess, der 2. Februar.
Wenn vereinzelt Handwerker dieses System der Stör durchbrachen, um sich mit einem Ladengeschäft selbständig zu machen, führte dies manchmal zu Konflikten mit den reichen und mächtigen Bauern. Denen passte es teils nicht, für Handwerkerdienste in einen Laden gehen zu müssen und die Dienste auch gleich zu bezahlen.
Die Störgeher, einst im süddt. Raum Större genannt, sind heutzutage nahezu ausgestorben. Bis in die 1950er Jahre arbeiteten Störschneiderinnen und -schuster in den Häusern von Bürgern und Bauern. Heute versuchen sich in diesem Gewerbe gelegentlich noch wandernde Scherenschleifer, die seit jeher beim Volk eine schlechte Akzeptanz hatten: so existiert bis heute im schwäbischen Dialekt das Schimpfwort „Schereschleifer“ für einen Taugenichts.
Vereinzelt erlebt die Stör in der Schweiz eine Art „Renaissance“; nebst den seit längerer Zeit tätigen Störmetzgern kennen wir mittlerweile – zum Teil als Modeerscheinung – auch die Störköche. Aus Zürich ist das Beispiel von Stör-Erziehern (Sozialpädagogen) bekannt, welche bei Konflikten oder familiären Engpässen Einsätze „auf Stör“ leisten.